# Excitebike 64
Excitebike 64 (エキサイトバイク 64, Ekisaitobaiku Rokujūyon) és un videojoc de motocròs per a Nintendo 64 que va eixir en el 2000 en el mercat americà i japonès i en el 2001 en el mercat europeu. Va ser publicat per Nintendo i desenvolupat per Left Field Productions i es tracta de la seqüela de l'aclamat Excitebike de la NES. És el primer joc de la sèrie en 3D i el segon de tota la sèrie. Posteriorment ha eixit un nou títol per a la Wii, Excite Truck. En aquesta continuïtat apareix moltes de les coses de vegades èpiques i noves que ho fan un joc complet.

## Jugabilitat
El joc és similar a l'Excitebike de la NES, la diferència és que aquí és més realista, un botó per avançar i un altre per al "turbo" (per un breu temps, ja que es pot detenir la moto per reescalfament del motor) el control (estic o creu) no solament executa moviments de gir també de balanceig per al salt i la caiguda. Cada corredor posseeix certes característiques i poden fer acrobàcies a l'aire o salts especials.
El mode "Season" és el joc principal el qual consta de quatre temporades i en cadascuna posseeixen pistes, tot i que prèviament hi ha el tutorial. Cal obtenir el trofeu per iniciar la següent temporada que va augmentant de dificultat a més de desbloquejar les pistes especials del mode "Chanllenge".
Addicionalment hi ha el mode Cheats, això és per fer més complet el joc.
Es pot realitzar una pista de carreres personalitzada. Això es desa en el Controller (Memory) Pack.

## Desenvolupament
El joc fou revelat per Nintendo al públic a la conferència pre-E3 el 12 de maig de 1999. El joc fou mostrat com jugable al següent dia.

## Rebuda
La recepció crítica era generalment positiva. N64 Magazine esmenta la baixa qualitat d'altres jocs similars publicats al mateix temps i li va donar un 90% de declarant: "Després dels esforços pobres de Jeremy McGrath i Supercross 2000, ara tenim un bon joc." IGN va felicitar el joc pel seu "fantàstic motor 3D, física deliciosament realista, control intuïtiu, gràfics brillantment detallats, subtileses enginyoses i moltes opcions." Game Fan va afirmar que "a més de la fantàstica animació, el joc sona increïble ... Les seves motos de terra semblen realment: no hi ha res d'aquest llaç agut que trobareu en altres jocs similars". TotalGames.net va declarar: "Les pistes són impressionants i el motor de física se sent realista, però també funciona perfectament com a joc". CheckOut va declarar que Excitebike 64 és "un joc gairebé impecable que no intenta arribar a ser molt elegant per al seu propi bé. És senzill i simplement impressionant." Electric Playground va declarar, "S'han afegit bons com la inclusió de l'obra mestra original de doble desplaçament lateral de turboalimentació, més un híbrid fantàstic de clàssic i nou amb un disseny de traçat lineal i delimitat, que afegeix grans trossos de guarnició al pastís."
Mentre que el joc va rebre grans elogis, algunes publicacions van manifestar queixes. Gaming Maxx va comentar que hi havia "un petit inconvenient si veniu a aquest joc per a la música". Game Critics va dir que "el joc no és perfecte — M'hauria agradat encara més pistes per competir, així com més contrincants." GameSpot va dir que "alguns ploraran pel percentatge de fotogrames i alguns desitjarien que el joc presentés autèntics pilots." GameShark va afirmar que "Alguns ploraran pel percentatge de fotogrames, i alguns els desitjaran que el joc tingués un autèntic repte que" el control no és el més fàcil d'aconseguir, hi va haver moments en què vaig pensar a trencar aquest petit bastó analògic controlador!"
Un altre problema que es va trobar amb el joc va ser que va ser un dels últims jocs llançats per a la N64 a Europa, que va ser alliberat allà durant un any més tard que els llançaments del Japó i dels EUA. El retard es va deure a la lluita de Nintendo per mantenir-se al dia amb la demanda dels jocs de Pokémon Stadium i Perfect Dark. Això va fer que alguns sentissin que es va llançar massa tard en la vida del sistema i van declarar que "si hagués aparegut abans ... hauria estat un èxit més gran."
No obstant això, el joc va acabar venent aproximadament dos milions de còpies, segons la informació proporcionada pels antics empleats de Left Field Studios.